# Nya Doxa
Nya Doxa var ett bokförlag i Nora i Örebro län, som mellan 1982 och 2024 gav ut vetenskapliga och populära böcker om humaniora, teologi och samhällsvetenskap. Bland de samtida författare som utgivits på förlaget finns Carl Reinhold Bråkenhielm, Salomon Schulman, Peter Gärdenfors, Vladimir Oravsky, Svante Nordin och Nobelpristagaren  J.M. Coetzee. Förlaget är en ombildning av Doxa som grundades av Hans Larsson-samfundet 1982. Förlaget drivs sedan ombildningen 1990 av David Stansvik, tidigare verksam vid Filosofiska institutionen vid Lunds universitet. Förlaget har utgivet ca 380 titlar.